# Eurodryas rectiangula
Eurodryas rectiangula är en fjärilsart som beskrevs av Cabeau 1924. Eurodryas rectiangula ingår i släktet Eurodryas och familjen praktfjärilar. Inga underarter finns listade i Catalogue of Life.